# Civil Twilight
I Civil Twilight sono un gruppo musicale sudafricano di genere rock, attivo dal 2005.

## Storia del gruppo
Il chitarrista Andrew McKellar e il batterista Richard Wouters si conoscono da ragazzini a scuola e iniziano a suonare insieme e a formare le prime band. Anni più tardi fece l'ingresso nella band Steven McKellar, fratello minore di Andrew, che cantava, suonava pianoforte e tastiere e scriveva canzoni: egli accettò l'offerta del fratello di imparare anche il basso elettrico e si unì alla band, divenendone il frontman, oltre che principale compositore.
Nel 2012, durante il tour del secondo album Holy Weather, il produttore Kevin Dailey si unisce alla band diventando inizialmente turnista in qualità di tastierista (nei brani in cui Mckellar suonava il basso), per poi diventare membro fisso nel terzo album Story of an Immigrant in qualità di chitarrista.

## Formazione
- Steven McKellar (Città del Capo, 1984) – voce, basso elettrico, pianoforte, tastiere, sintetizzatori, chitarra (2005-)
- Andrew McKellar (Città del Capo, 1982) – chitarra, cori (2005-)
- Richard Wouters (Città del Capo, 1981) – batteria, percussioni (2005-)
- Kevin Dailey (Charlotte, ...) - chitarra, tastiera, cori (2012-)

## Discografia

### Album
- 2010 - Civil Twilight
- 2012 - Holy Weather
- 2015 - Story of an Immigrant

### Singoli
- 2009 - Quiet in My Town
- 2009 - Letters from the Sky
- 2009 - Soldier
- 2010 - Anybody Out There
- 2011 - Next to Me
- 2012 - Fire Escape
- 2012 - River
- 2013 - Too Far Gone
- 2015 - Story of an Immigrant
- 2015 - Holy Dove